# Trigonospora glandulosa
Trigonospora glandulosa là một loài dương xỉ trong họ Thelypteridaceae. Loài này được Sledge mô tả khoa học đầu tiên năm 1981.
Danh pháp khoa học của loài này chưa được làm sáng tỏ. 